# Vértessomló, Komárom-Esztergom
Vértessomló (în germană Schemling) este un sat în districtul Tatabánya, județul Komárom-Esztergom, Ungaria, având o populație de 1.363 de locuitori (2011).

## Demografie
Componența etnică a satului Vértessomló
     Maghiari (70,38%)
     Germani (29,13%)
     Necunoscut (0,31%)
     Slovaci (0,19%)
     Alții (0,31%)
Componența confesională a satului Vértessomló
     Romano-catolici (54,88%)
     Fără religie (17,9%)
     Reformați (2,42%)
     Necunoscută (23,92%)
     Atei (0,88%)
     Alte religii (0,73%)
Conform recensământului din 2011, satul Vértessomló avea 1.363 de locuitori. Din punct de vedere etnic, majoritatea locuitorilor (70,38%) erau maghiari, cu o minoritate de germani (29,13%). Apartenența etnică nu este cunoscută în cazul a 0,31% din locuitori.  Din punct de vedere confesional, majoritatea locuitorilor (54,88%) erau romano-catolici, existând și minorități de persoane fără religie (17,9%) și reformați (2,42%). Pentru 23,92% din locuitori nu este cunoscută apartenența confesională.